# Vleknekboomtimalia
De vleknekboomtimalia (Stachyris strialata) is een zangvogel uit de familie Timaliidae (timalia's).

## Verspreiding en leefgebied
Deze soort komt voor in Zuidoost-Azië en telt telt zeven ondersoorten:
- S. s. helenae: noordelijk Thailand en noordelijk Laos.
- S. s. guttata: zuidelijk Myanmar en westelijk Thailand.
- S. s. tonkinensis: zuidelijk China en noordelijk Indochina.
- S. s. swinhoei: Hainan (nabij zuidoostelijk China).
- S. s. nigrescentior: zuidelijk Thailand.
- S. s. umbrosa: noordelijk Sumatra.
- S. s. strialata: zuidelijk Sumatra.

## Status
De grootte van de populatie is niet gekwantificeerd maar de soort wordt omschreven als schaars tot plaatselijk algemeen. Op de Rode lijst van de IUCN heeft deze soort de status niet bedreigd.